# Волков Сергій Валерійович
Сергій Волков (6 грудня 1987) — російський фристайліст. Він спеціалізується на могулі і паралельному могулі. Його старший брат Андрій також фристайліст.

## Кар'єра
Вперше з'явився на професійній арені 18 березня 2004 року виступом на етапі Кубка Європи в російському місті Красноє озеро. Тоді він посів лише 18 місце, але на наступному своєму етапі в чеському місті Шпічак в Їзерські гори він здобув свою першу бронзову медаль. А перші перемоги у паралельному могулі здобув у березні 2008 року у російському Красном Озері. Двічі брав участь у юніорських чемпіонатах світу з фрістайлу. На етапах Кубка світу дебютував 11 грудня 2008 року у фінському Суому. Тоді він був лише 21 у могулі. Брав участь в Зимовій Олімпіаді 2010 року і зайняв лише 28 місце. Перший подіум здобув 14 січня 2012 року в канадському Монт Габріелі, а першу перемогу здобув 4 лютого того ж року в американському Дір-Веллі. Срібний (могул: 2011) і тричі бронзовий (паралельний могул: 2009, 2010; могул: 2009) призер чемпіонатів Росії.

## Здобутки

### Олімпійські ігри
| № | Дата       | Місце                                 | Дисципліна | Результат | Очки  |
| - | ---------- | ------------------------------------- | ---------- | --------- | ----- |
| 1 | 14/02/2010 | Зимові Олімпійські ігри 2010 Ванкувер | Могул      | 28        | 12.22 |

### Чемпіонати світу
| № | Дата       | Місце                                      | Дисципліна        | Результат | Очки  |
| - | ---------- | ------------------------------------------ | ----------------- | --------- | ----- |
| 1 | 20/03/2005 | Чемпіонат світу з фристайлу 2005 Рука      | Паралельний могул | 33        | ---   |
| 2 | 02/02/2011 | Чемпіонат світу з фристайлу 2011 Дір-Веллі | Могул             | 19        | 20.76 |
| 3 | 05/02/2011 | Чемпіонат світу з фристайлу 2011 Дір-Веллі | Паралельний могул | 6         | ---   |

### Юніорські чемпіонати світу
| № | Дата       | Місце                                                     | Дисципліна        | Результат | Очки  |
| - | ---------- | --------------------------------------------------------- | ----------------- | --------- | ----- |
| 1 | 03/03/2006 | Юніорський чемпіонат світу з фристайлу 2006 Красноє озеро | Могул             | 34        | 14.51 |
| 2 | 04/03/2006 | Юніорський чемпіонат світу з фристайлу 2006 Красноє озеро | Паралельний могул | 5         | ---   |
| 3 | 03/03/2006 | Юніорський чемпіонат світу з фристайлу 2007 Айроло        | Могул             | 17        | 24.14 |

### Кубок світу
| № | Дата       | Місце        | Дисципліна        | Медаль | Очки |
| - | ---------- | ------------ | ----------------- | ------ | ---- |
| 1 | 14/01/2012 | Монт Габріел | Паралельний могул | Бронза | ---  |
| 2 | 04/02/2012 | Дір-Веллі    | Паралельний могул | Золото | ---  |

Положення в заліках Кубка світу з фристайлу
| Сезон   | Залік могулу  | Загальний залік |
| ------- | ------------- | --------------- |
| 2009-10 | 44 (34 очки)  | 122 (3 очки)    |
| 2010-11 | 20 (122 очки) | 74 (11 очок)    |
| 2011-12 | ***           | ***             |

### Кубок Європи
Подіуми на етапах КЄ
| №  | Дата       | Місце                 | Дисципліна        | Медаль | Очки  |
| -- | ---------- | --------------------- | ----------------- | ------ | ----- |
| 1  | 22/01/2005 | Шпічак в Їзерскі гори | Могул             | Бронза | 23.03 |
| 2  | 05/02/2005 | Бад-Висзе             | Паралельний могул | Срібло | ---   |
| 3  | 06/03/2005 | Красноє Озеро         | Паралельний могул | Срібло | ---   |
| 4  | 10/02/2006 | Кран-Монтана          | Могул             | Бронза | 24.04 |
| 5  | 28/02/2007 | Красноє Озеро         | Паралельний могул | Срібло | ---   |
| 6  | 05/02/2008 | Межев                 | Могул             | Бронза | 24.32 |
| 7  | 09/02/2008 | Шлірзе                | Паралельний могул | Срібло | ---   |
| 8  | 17/02/2008 | Шлірзе                | Паралельний могул | Бронза | ---   |
| 9  | 08/02/2008 | Красноє Озеро         | Паралельний могул | Золото | ---   |
| 10 | 30/01/2009 | Красноє Озеро         | Могул             | Бронза | 23.13 |
| 11 | 31/01/2009 | Красноє Озеро         | Паралельний могул | Золото | ---   |
| 12 | 19/02/2009 | Межев                 | Могул             | Срібло | 24.74 |
| 13 | 20/02/2009 | Межев                 | Паралельний могул | Бронза | ---   |

Позиції в заліках КЄ
| Сезон   | Залік        |
| ------- | ------------ |
| 2008-09 | 3 (318 очок) |
| 2009-10 | 57 (54 очки) |